# Canini Cèler
Canini Cèler (en llatí: Caninius Celer) va ser un retòric grec, mestre de Marc Aureli i Luci Ver, i secretari de l'emperador Hadrià. Va escriure un llibre sobre l'art de la retòrica.